# فرودگاه آکسبو
فرودگاه آکسبو (به انگلیسی: Oxbow Airport) یک فرودگاه همگانی است که یک باند فرود چمن و رس دارد و طول باند آن ۸۰۸ متر است. این فرودگاه در کشور کانادا قرار دارد و در ارتفاع ۵۶۴ متری از سطح دریا واقع شده‌است.